# Musikalisches Werk
Musikalisches Werk (häufig auch Musikwerk, Musikstück, gelegentlich Stück) ist bildungssprachlich eine (in sich geschlossene) Komposition oder eine Sammlung solcher Kompositionen. In der Musikwissenschaft wird der Begriff auch verwendet, um das musikalische Schaffen eines Komponisten insgesamt zu kennzeichnen, also alle von ihm geschaffenen Musikwerke.
Unter musikalisches Werk werden nicht nur die Kompositionen selbst verstanden, sondern auch ihre Aufführung bzw. Ton- oder Bildträger, auf dem diese Werke enthalten sind (z. B. ein Musikalbum). Denn auch diese Werke sind das Ergebnis menschlicher schöpferischer Tätigkeit.

## Allgemeines
Das musikalische Werk ist sowohl Untersuchungsgegenstand der musikwissenschaftlichen Harmonielehre, Kontrapunkt- und Formenlehre (Kompositionslehre) und zunehmend ebenso der Rezeptionsästhetik als auch der Rechtswissenschaft (wo musikalische Werke als Rechtsträger im Sinne des Urhebergesetzes behandelt werden).

Musikalische Werke werden in Konzerten oder durch Abspielen von Tonträgern einer Öffentlichkeit zugänglich gemacht, sie können jedoch auch zum persönlichen Erleben allein gespielt bzw. von Ton- oder Bildträgermedien gehört werden.

## Hintergründe
Ein musikalisches Werk dient nicht nur dem Schöngeist oder der Unterhaltung, sondern kann auch Stimmungen stark verändern oder heilend wirken. Des Weiteren hat es auch religiöse, kulturelle und teilweise auch politische Relevanz (praktisch in jedem christlichen Gottesdienst wird gesungen, praktisch jedes Land hat eine Nationalhymne). Musikalische Werke sind seit der Verbreitung von Tonträgern eine wichtige Branche der Wirtschaft, die wegen ihrer starken Bedeutung Musikindustrie genannt wird. Musikalische Werke werden zumeist vermarktet, um Gewinn zu erwirtschaften. Dies wird durch das Verlegen von Produkten wie Noten, Tonträgern (z. B. CDs,  Schallplatten oder Musikdateien im Internet) sowie über Lizenzgebühren erreicht. Musikstücke, die vermarktet werden und erfolgreich verkauft werden, werden als Hit bezeichnet. Seit den späten 1980er Jahren werden zu Werbezwecken und zur Unterstreichung eines musikalischen Werkes der Popmusik Musikvideos produziert und gemeinsam mit dem musikalischen Werk veröffentlicht. Des Weiteren gibt es, teilweise auch ohne Gewinngedanken, Aufführungen musikalischer Werke beispielsweise auf Musikwettbewerbe oder -festivals und ihre Auszeichnung mit Musikpreisen.
Sehr oft richtet sich die Popularität eines musikalischen Werkes nicht nur nach seiner kompositorischen Qualität, sondern ebenso nach dem jeweiligen Zeitgeist, wobei sich auch neue Stilrichtungen herausbilden können.

## Arten
Die verschiedenen Musikwerke können nach Interpretation eingeteilt werden in Instrumentalmusik und Vokalmusik, je nachdem, ob gesungen wird oder nicht. Während reine Instrumentalmusik ohne gesangliche Begleitung auskommt, kann Vokalmusik entweder aus Gesang und instrumentaler Begleitung bestehen oder als a cappella auch reine Vokalmusik sein. Eine weitere Einteilung, die nur von den deutschen und österreichischen Verwertungsgesellschaften vorgenommen wird, befasst sich mit dem vermeintlichen künstlerischen Anspruch eines Werkes und ordnet nach E- bzw. U-Musik. 
Die Ausführung von Kompositionen ist die Musikproduktion; deren Produkt kann auch als das musikalische Werk gefasst werden (heute wird dies häufig als Aufnahme mehrerer Werke auf Tonträger verstanden). Ferner wird zwischen „live“ aufgeführter und produzierter, also im Tonstudio hergestellter Musik unterschieden. Seitdem es Musikwerke gibt, war zunächst nur deren Live-Aufführung bekannt, insbesondere in Theatern, Opernhäusern oder im Radio. Die Komponisten der klassischen Musik legten Wert darauf, dass ihre Musikwerke stets kompositionsgetreu aufgeführt wurden; der Begriff der Werktreue kennzeichnet dieses Bestreben, zu einer großen Annäherung der Interpretation mit dem komponierten Werk zu kommen. Die technische Möglichkeit der Konservierung der musikalischen Werke auf Schallplatte revolutionierte die Musikaufführung und führte zum Entstehen der Musikindustrie. Zum Zwecke der Konservierung der musikalischen Werke entstanden Tonstudios, in denen die produzierten Musikwerke durch technische Möglichkeiten verbessert, durch Soundeffekte garniert und mit Tonträgern konserviert werden können.

## Systematisierung
Mit der Systematisierung von musikalischen Werken nach intersubjektiven Kriterien beschäftigen sich unter anderem die musikwissenschaftlichen Disziplinen Gattungskunde und Formenlehre sowie die Stilkunde.
- Nach der Art der Klangerzeugung:
  - Vokalmusik
  - Instrumentalmusik
  - Elektronische Musik
  - Computermusik

- Nach wertmäßiger Einordnung:
  - E-Musik („ernste Musik“), Kunstmusik
  - U-Musik („Unterhaltungsmusik“), populäre Musik

- Nach Herkunft

- Nach Verwendungszweck, bzw. Anlass der Entstehung:
  - Funktionale Musik, von liturgischer Musik über Militärmusik und Filmmusik bis zur Kaufhausmusik
  - Autonome Musik, die um ihrer selbst willen komponiert und aufgeführt wird
  - Programmmusik, der ein außermusikalisches Programm zugrunde liegt

- Nach Tonsystemen

- Nach Tonalitätsvorstellung:
  - Tonale Musik
  - Atonale Musik
  - Serielle Musik

Beispiele:
- Lied
- Liederzyklus
- Symphonie